# 向島自動車用品製作所
株式会社向島自動車用品製作所（むこうじまじどうしゃようひんせいさくしょ、英: Mukojima Automobile Supplies Manufacturing Co.,Ltd.）は、東京都葛飾区堀切に本社を置く、カー用品などの製造販売を行うメーカーである。近年はカーアクセサリー小物全般、自動車用モール、毛ばたき、雑貨など多岐にわたる。

## 沿革
- 1959年6月 - 代表者濵中雄三が東京都墨田区に株式会社向島自動車用品製作所を設立[2]。
- 1962年8月 - 大阪営業所を開設。
- 1970年1月 - 東京都葛飾区堀切に本社ビルを竣工。
- 1971年9月 - 資本金1,000万円に増資。
- 1982年4月 - 東京営業所を本社より移転。
- 2022年3月 - 代表取締役に濵中和弥が就任。